# Luxemburgs deputeradekammare
Deputeradekammaren (lux: Chamber vun den Deputéierten eller bara D'Chamber; fr: Chambre des Députés; ty: Abgeordnetenkammer) är Luxemburgs parlament. 
Deputeradekammaren har 60 ledamöter, vilka väljs för en mandatperiod av fem år. Ledamöter väljs för att tjänstgöra femårsperioder genom proportionell representation i fyra flermansvalkretsar.  Väljarna får rösta på lika många kandidater som valkretsen väljer ledamöter.